# Overwaard Molen No.4
Overwaard Molen No.4 is een van de Kinderdijkse molens, in de Nederlandse gemeente Molenlanden. De molen, die dateert uit 1740, is een van de acht molens die de Overwaard bemalen. Eigenaar is Stichting Werelderfgoed Kinderdijk. De molen heeft een ijzeren scheprad met een diameter van 6,70 meter waarmee de lage boezem van de Overwaard wordt bemalen. Molen Overwaard No.4 had tot 1799 twee schepraderen: een voor het afmalen van de lage boezem in de hoge boezem en een tweede voor het op peil houden van het hoge boezemgebied. Het laatstgenoemde scheprad is verwijderd.
Tussen 2003 en 2006 heeft de molen groot onderhoud gehad en kon daardoor niet draaien. 
In 2020 werd gestart met de reconstructie van de molen als dubbele molen met 2 schepraderen. Door deze reconstructie verviel de functie als woonmolen en werd deze opengesteld als museummolen.
In het najaar van 2021 krijgt de molen een onderhoud en zal het riet op de kap vervangen worden.
De molen is een van de museummolens en kan enkel per boot worden bezocht.

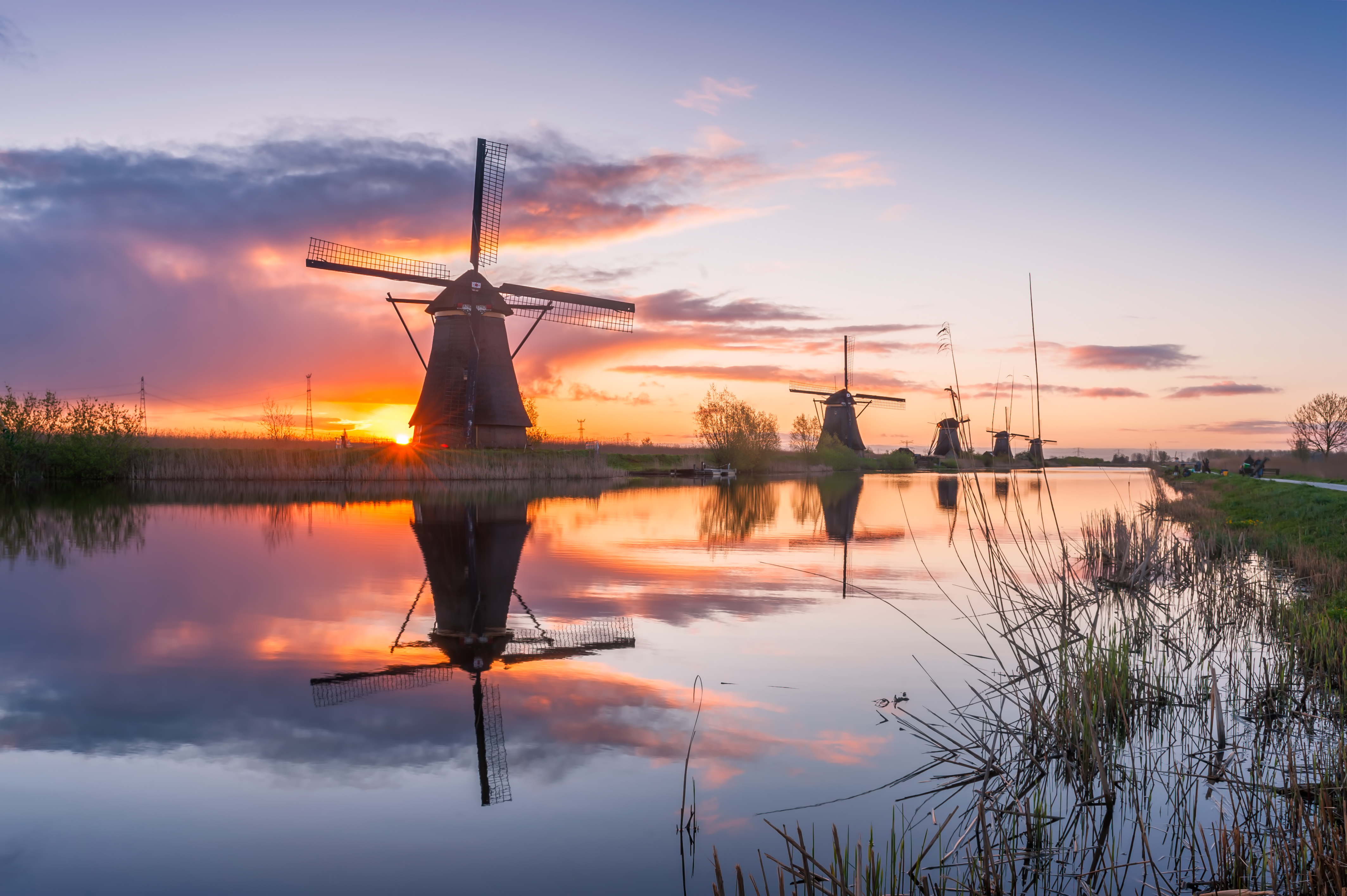
Zonsopkomst

Nederwaard:
Nederwaard No.1 ·
Nederwaard No.2 ·
Nederwaard No.3 ·
Nederwaard No.4 ·
Nederwaard No.5 ·
Nederwaard No.6 ·
Nederwaard No.7 ·
Nederwaard No.8

Overwaard:
Overwaard No.1 ·
Overwaard No.2 ·
Overwaard No.3 ·
Overwaard No.4 ·
Overwaard No.5 ·
Overwaard No.6 ·
Overwaard No.7 ·
Overwaard No.8

Overig:
De Blokker ·
De Hoge Molen ·
Kleine of Lage Molen